# Orientales, la Patria o la tumba
Orientales, la Patria o la tumba est l'hymne national de l'Uruguay adopté en 1833.
Les paroles sont de Francisco Acuña de Figueroa, qui est aussi l'auteur des paroles de l'hymne du Paraguay Paraguayos, República o muerte. La musique a été composée par Francisco José Debali.

## Les paroles

### Version courte
| ¡Orientales la Patria o la Tumba! ¡Libertad o con gloria morir! (bis) Es el voto que el alma pronuncia, Y que heroicos sabremos cumplir! (bis) ¡Libertad, libertad Orientales! Ese grito a la Patria salvó Que a sus bravos en fieras batallas De entusiasmo sublime inflamó. (bis) De este don sacrosanto la gloria Merecimos ¡tiranos temblad! ¡Tiranos temblad! (bis) ¡Libertad en la lid clamaremos, Y muriendo, también libertad! (bis) También libertad! (bis) (Répéter la première strophe) | Orientaux, la Patrie ou la tombe ! Liberté ou, avec gloire, la mort. (bis) Voilà le vœu que notre cœur a prononcé, Et que nous, en héros, réaliserons. (bis) Liberté, Liberté, Orientaux ! C'est le cri qui a sauvé la Patrie Et qu'à ses braves en fier combat a rempli d'un zèle sublime. (bis) Nous méritons ce don sacré, la gloire; Tremblez, tyrans ! Tremblez, tyrans ! (bis) Nous crierons "Liberté !" au combat, Et en mourant aussi, "Liberté !" (bis) Aussi la liberté ! (Répéter la première strophe) |

### Version complète
Orientales la Patria o la Tumba!

Libertad o con gloria morir!

Es el voto que el alma pronuncia,

Y que heroicos sabremos cumplir!

Libertad, libertad Orientales!

Ese grito a la Patria salvó

Que a sus bravos en fieras batallas

De entusiasmo sublime inflamó.

De este don sacrosanto la gloria merecimos

 ¡tiranos temblad!

Libertad en la lid clamaremos,

Y muriendo, también libertad!

Dominado la Iberia dos mundos

Ostentaba su altivo poder,

Y a sus plantas cautivo yacía

El Oriente sin nombre ni ser;

Mas, repente sus hierros trozando<

Ante el dogma que Mayo inspiró,

Entre libres, déspotas fieros,

Un abismo sin puente se vió.

Su trozada cadena por armas,

Por escudo su pecho en la lid,

De su arrojo soberbio temblaron

Los feudales campeones del Cid:

En los valles, montañas y selvas

Se acometen con muda altivez,

Retumbando con fiero estampido

Las cavernas y el cielo a la vez.

El estruendo que en torno resuena

De Atahualpa la tumba se abrió,

Y batiendo sañudo las palmas

Su esqueleto, venganza! gritó:

Los patriotas el eco grandioso

Se electrizan en fuego marcial,

Y en su enseña más vivo relumbra

De los Incas el Dios inmortal.

Largo tiempo, con varia fortuna,

Batallaron liberto, y señor,

Disputando la tierra sangrienta

Palmo a palmo con ciego furor.

La justicia, por último, vence

Domeñando las iras de un Rey;

Y ante el mundo la Patria indomable

Inaugura su enseña, y su rey.

Orientales, mirad la bandera,

De heroísmo fulgente crisol;

Nuestras lanzas defienden su brillo,

Nadie insulte la imagen del sol!

De los fueros civiles el goce

Sostengamos; y el código fiel

Veneremos inmune y glorioso

Como el arca sagrada Israel.

Porque fuese más alta tu gloria,

Y brillasen tu precio y poder,

Tres diademas, ho Patria, se vieron

Tu dominio gozar, y perder.

Libertad, libertad adorada,

Mucho cuestas tesoro sin par!

Esa sangre que riega tu altar.

Si a los pueblos un bárbaro agita,

Removiendo su extinto furor,

Fratricida discordia evitemos,

Diez mil tumbas recuerdan su horror!

Tempestades el Cielo fulmina,

maldiciones desciendan sobre él,

Y los libres adoren triunfante

de las leyes el rico joyel.

De laureles ornada brillando

La Amazona soberbia del Sud,

En su escudo de bronce reflejan

Fortaleza, justicia y virtud.

Ni enemigos le humillan la frente,

Ni opresores le imponen el pie:

Que en angustias selló su constancia

Y en bautismo de sangre su fé.

Festejando la gloria, y el día

De la nueva República el Sol,

Con vislumbres de púrpura y oro,

Engalana su hermoso arrebol.

Del Olimpo la bóveda augusta

Resplandece, y un ser divinal

Con estrellas escribe en los cielos,

Dulce Patria, tu nombre inmortal.

De las leyes el Numen juremos

Igualdad, patriotismo y unión,

Inmolando en sus aras divinas

Ciegos odios, y negra ambición.

Y hallarán los que fieros insulten

La grandeza del Pueblo Oriental,

Si enemigos, la lanza de Marte

Si tiranos, de Bruto el puñal.

Refrain

Orientales la patria o a tumba!

Libertad ó con gloria morir!

Es el voto que el alma pronuncia.

Y que heroicos sabremos cumplir!
(Version authentique extraite directement du texte original, inséré depuis le El Nacional n° 1978 daté du 18 juillet 1845. Elle respecte l'orthographe d'origine.)